# 川辺村 (新潟県)
川辺村（かわべむら）は、かつて新潟県東頸城郡にあった村。

## 沿革
- 1889年（明治22年）4月1日 - 町村制施行に伴い中頸城郡荒井村・松ノ木村・上昆子村・下昆子村・下湯谷村・倉下村・上牧村・原村・府殿村・宇津俣村、東頸城郡棚広村・棚広新田・桜滝村・田島村が合併し、東頸城郡川辺村が発足。
- 1901年（明治34年）11月1日 - 東頸城郡里見村、川上村と合併し、牧村となり消滅。